# Laguna Niguel Classic
Il Laguna Niguel Classic è stato un torneo di tennis facente parte del Grand Prix giocato nel 1977 a Laguna Niguel negli Stati Uniti su campi in cemento.

## Albo d'oro

### Singolare
| Anno | Vincitore       | Finalista    | Punteggio     |
| ---- | --------------- | ------------ | ------------- |
| 1977 | Andrew Pattison | Colin Dibley | 2–6, 7–6, 6–4 |

### Doppio
| Anno | Vincitori                      | Finalisti                 | Punteggio |
| ---- | ------------------------------ | ------------------------- | --------- |
| 1977 | James Chico Hagey Billy Martin | Peter Fleming Trey Waltke | 6–3, 6–4  |